# 三大工專
三大工專是指臺灣1970年代台灣教育多轉型設立工業學校，台灣北中南的三間規模最大的學校，分別為：臺灣省立臺北工業專科學校、臺灣省立雲林工業專科學校、臺灣省立高雄工業專科學校。

## 歷史
隨著戰後台灣由農業社會轉型工業社會，教育體制也陸續調整職業教育科別，初於1950年代時農業學校佔多數，但至1970年代，接逐漸改為工業學校佔職業學校多數。而後為培育進階技術人才，逐漸增設多所五專學校。
三大工專最早設立的為臺北工專，始於日治時期之臺北州立臺北工業學校，在終戰由中華民國接收後，先改為職業學校，再於1948年改為工專，為當時僅有的二所專科學校（另一所為行政專校），是台灣最早期的一批高等教育成員。1940~1960年代，多數台灣人僅求學至職業學校之中等教育，在產業開始轉型後，全僅由初階技術人力已不足以因應經濟環境，而中階技術人才僅由台北工專一所培育已不敷需求，遂於1963年於工業發展蓬勃之高雄，創設省立高雄工專，1980年再於中部地區選定雲林，創建省立雲林工專，三大工專漸次鼎立成形。1981年全部改改隸為國立學校，1990年代後因應教改政策，改制為技術學院，其中雲林工專與高雄工專皆因後來所新設之學校（時稱之雲林技術學院、高雄技術學院），其名稱若直接更名會撞名，遂另取其他名稱，2000年代再改為科技大學，故昔時之三大工專，臺北工專改為國立臺北科技大學、雲林工專改為國立虎尾科技大學、高雄工專合併為國立高雄科技大學。

## 變遷
1970年代，台灣開始發展高科技產業，然職業教育僅及於中階技術培育，欠缺更上一層的人才，為因應產業需求，政府開始籌設更高一階、可頒發大學學士文憑的技術學院。後至1990年代，因高等教育學校入學太過困難，民間發動410教改，要求廣設高中大學，政府開始推動高教擴張，將五專大量改制技術學院，因技術學院畢業可取得更高一階的文憑，使得學生選讀五專意願大幅下滑，並在政策推波助瀾下－只准五專升格不准新設－專科學校數量開始大幅減少。

## 現況
政府為提升技職教育，仿照一般大學之邁向頂尖大學計畫，創設發展典範科技大學計畫，旨在設立標竿型科技大學。三大工專改制後的國立臺北科技大學（臺北工專）、國立虎尾科技大學（雲林工專）、國立高雄科技大學建工校區（高雄工專）也全部入列。
為重建中階專業技術人才，教育部宣布將重設五專部，由9所學校於2018年新學年度招生，原已裁撤五專部10多年之三大工專也將恢復設置，臺北科大將設立智慧自動化工程科；虎尾科大將設立精密機械工程科；高雄科大，設立模具工程科與土木工程科。